# Nomeus gronovii
Nomeus gronovii, comunemente indicato come "derivante delle caravelle", è un pesce osseo marino della famiglia Nomeidae. È l'unico membro del genere Nomeus.

## Distribuzione e habitat
È diffuso nelle fasce tropicali, subtropicali e temperate calde di tutti gli oceani tranne l'Oceano Atlantico orientale dove è raro, e il mar Mediterraneo dove non è mai stato segnalato.
I giovanili sono pelagici; vivono in acque superficiali fino ai 30 metri di profondità in piccoli banchi associati alle caravelle portoghesi, alle cui nematocisti sono immuni. L'habitat dell'adulto non è noto con certezza, ma si ritiene si trovi nella zona mesopelagica (200-1000 metri di profondità).

## Descrizione
Questo pesce ha corpo ovale che si assottiglia progressivamente fino al peduncolo caudale. Le pinne dorsali sono due, di uguale altezza ma la prima più breve. La pinna anale è simmetrica alla seconda dorsale. La pinna caudale è nettamente forcuta. Le pinne ventrali sono molto ampie e di colore nero nei giovani. Le pinne pettorali sono arrotondate e non particolarmente ampie.
Il colore dei giovani è argenteo madreperlaceo con macchie grossolane blu scure o nere, gli adulti hanno dorso blu acciaio con fianchi biancastri argentei con macchie scure (che possono mancare).
La taglia media si attesta tra i 20 e i 28 cm, mentre quella massima non supera i 40 cm di lunghezza.

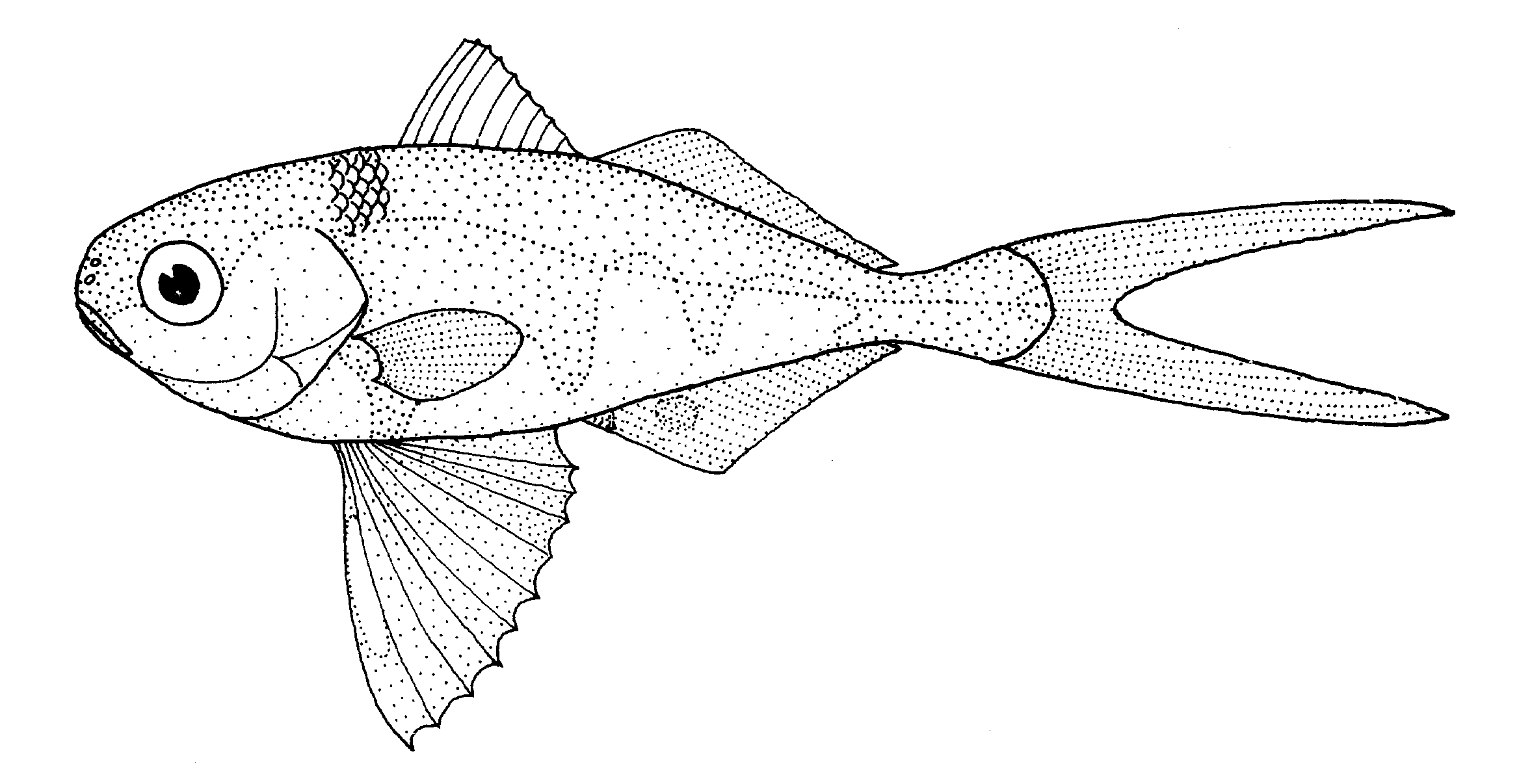
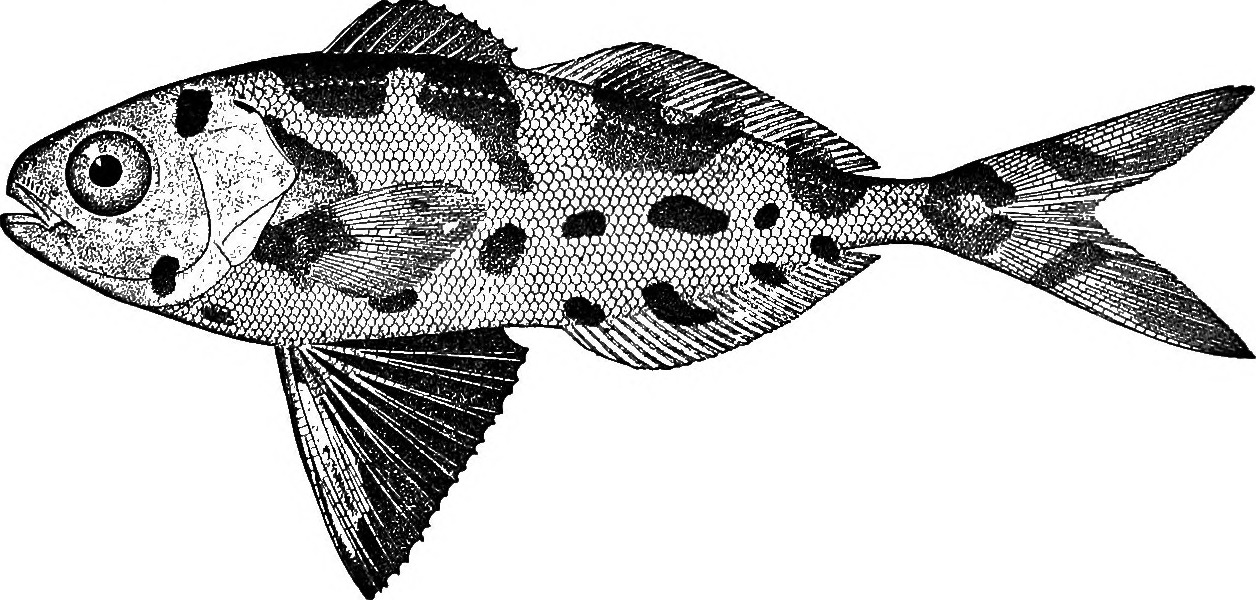

## Alimentazione
Si cibano di celenterati pelagici (compresi tentacoli e gonadi delle fisalie che frequentano) e di zooplancton.